# Лучано Тессарі
Лучано Тессарі (італ. Luciano Tessari, нар. 29 вересня 1928, Сан-Мартіно-Буон-Альберго) — італійський футболіст, що грав на позиції воротаря. По завершенні ігрової кар'єри — тренер.

## Ігрова кар'єра
Народився у містечку Сан-Мартіно-Буон-Альберго, де й у місцевій команді розпочинав футбольну кар'єру. У 1948 році перебрався до столиці провінції у команду «Верона», в якій провів два сезони, взявши участь у 27 матчах чемпіонату. 
У сезоні 1950/51 виступав у команді «Рома», до складу якої ще двічі повертався у середині 50-их років. Також грав за команди «Фіорентина» та «Палермо». Завершив професійну кар'єру футболіста виступами за команду «Рома» у 1958 році.

## Кар'єра тренера
Розпочав тренерську кар'єру наприкінці 50-их років, працюючи з молоддю клубу «Рома», входив до тренерського штабу основної команди за часів роботи головним тренером Альфредо Фоні.  
Далі працював у ролі тренера молодіжної команди клубу «Мілан». Серед його вихованців одразу декілька майбутніх гравців основної команди «Мілана», серед яких П'єріно Праті та Невіо Скала. Протягом двох сезонів з 1965 по 1967 рік був тренером воротарів основної команди у штабі Нерео Рокко. У 1967 році став з командою володарем кубка Італії. 
1970 року став головним тренером команди «Рома». Протягом тренерської кар'єри також очолював команди клубів «Латина» та «Про Чистерна».
У 1979 році повернувся до «Роми», ставши асистентом Нільса Лідгольма. Здобув з командою титул чемпіона Італії у 1982–83 році, а також тричі перемагав у кубку Італії у 1980, 1981 і 1984 роках. Крім того, римський клуб у 1984 році дістався до фіналу Кубка чемпіонів, де лише у серії пенальті поступився англійському «Ліверпулю».
Останнім місцем тренерської роботи був клуб «Мілан», до тренерського штабу якого Тессарі перебрався разом з Нільсом Лідгольмом. У «Мілані» Лучано був одним з тренерів головної команди з 1984 по 1987 рік.